# نهر هاوكيسبيري
نهر هاوكيسبيري (بالإنجليزية: Hawkesbury River)‏ هو نهر في استراليا يقع في المنطقة الإدارية نيو ساوث ويلز ويصل الي بروكين باى والمنبع الرئيسي نهر نيبيان.